# Остролодочник грязноватый
Остролодочник грязноватый (лат. Oxytropis sordida) — вид растений рода Остролодочник (Oxytropis) семейства Бобовые (Fabaceae), растущий в арктической и субарктической зоне в тундрах, на песчаных и каменистых склонах, приречных песках и галечниках.

## Ботаническое описание
Рыхлодернистое зелёное растение. Каудексы с опадающими старыми прилистниками. Цветоносы равны или немного длиннее листьев, с отогнутыми белыми и чёрными, также с головчатыми волосками. Прилистники перепончатые, высоко сросшиеся между собой и с черешком, вверху ланцетные, с 1 жилкой, по краю с ресничками и головчатыми волосками. Листочки в числе 7—12 пар, острые продолговато-яйцевидные или ланцетные, зелёные, снизу с редкими волосками.
Кисти головчатые, густые, многоцветковые. Прицветники равные длине чашечки, ланцетные, снизу опушённые. Чашечка трубчато-колокольчатая, с оттопыренными чёрными и — меньше — белыми волосками, с зубцами в 3—5 раз короче трубки. Венчик грязновато-белый или сиреневатый, с фиолетовым пятном на верхушке лодочки. Флаг 16—24 мм длиной, с эллиптической или широяйцевидной, слегка выемчатой пластинкой. Остроконечие лодочки около 1 мм длиной. Бобы эллипсоидально-ланцетные или почти цилиндрические, с отстоящими чёрными и белыми волосками, с брюшной перегородкой около 2 мм шириной.
Хромосомное число 2n=48, 64.

## Значение и применение
Ранним летом хорошо поедается северным оленем (Rangifer tarandus). Также поедаются корни, которые считаются «нажировочными». Мучнистые и сладковатые на вкус корни употреблялись некоторыми народами Крайнего Севера в пищу.

## Таксономия
Oxytropis sordida (Willd.) Pers., 1807, Syn. Pl. 2: 332 
Вид Остролодочник грязноватый относится к роду Остролодочник (Oxytropis) подсемейства Мотыльковые (Papilionoideae) семейства Бобовые (Fabaceae) порядка Бобовоцветные (Fabales). Таксономическая схема в соответствии с Системой APG IV по состоянию на декабрь 2023 года:
|  |                                      |  |                                   |                                   |                   |  | ещё 3 семейства | ещё 3 семейства   |                          |  |  |  | еще 523 рода                                                   | еще 523 рода                  |  |  |
|  |                                      |  |                                   |                                   |                   |  | ещё 3 семейства | ещё 3 семейства   |                          |  |  |  | еще 523 рода                                                   | еще 523 рода                  |  |  |
|  |                                      |  |                                   | порядок Бобовоцветные             |                   |  |                 |                   | подсемейство Мотыльковые |  |  |  |                                                                | вид Остролодочник грязноватый |  |  |
|  |                                      |  |                                   | порядок Бобовоцветные             |                   |  |                 |                   | подсемейство Мотыльковые |  |  |  |                                                                | вид Остролодочник грязноватый |  |  |
|  | отдел Цветковые, или Покрытосеменные |  |                                   |                                   | семейство Бобовые |  |                 |                   | род Остролодочник        |  |  |  |                                                                |                               |  |  |
|  | отдел Цветковые, или Покрытосеменные |  |                                   |                                   |                   |  |                 |                   |                          |  |  |  |                                                                |                               |  |  |
|  |                                      |  | ещё 63 порядка цветковых растений | ещё 63 порядка цветковых растений |                   |  |                 | еще 5 подсемейств | еще 5 подсемейств        |  |  |  | еще 653 подтвержденных вида и 34 вида, ожидающих подтверждения |                               |  |  |
|  |                                      |  |                                   | ещё 63 порядка цветковых растений |                   |  |                 |                   | еще 5 подсемейств        |  |  |  |                                                                |                               |  |  |

### Внутривидовые таксоны
- Oxytropis sordida subsp. arctolenensis Jurtzev — Остролодочник североленский
- Oxytropis sordida subsp. schamurinii Jurtzev — Остролодочник Шамурина
- Oxytropis sordida subsp. sordida

### Синонимы
- Astragalus sordidus Willd.
- Oxytropis campestris subsp. sordida (Willd.) C.Hartm.
- Oxytropis campestris var. sordida (Willd.) W.D.J.Koch
- Phaca campestris var. sordida (Willd.) Wahlenb.
- Phaca campestris var. sordida (Willd.) Wahlenb.
- Phaca sordida (Willd.) Wahlenb.
- Spiesia sordida (Willd.) Kuntze